# Przejście graniczne Sromowce Wyżne-Lysá nad Dunajcom
Przejście graniczne Sromowce Wyżne-Lysá nad Dunajcom – polsko-słowackie przejście graniczne małego ruchu granicznego i na szlaku turystycznym, położone w województwie małopolskim, w powiecie nowotarskim, w gminie Czorsztyn, w miejscowości Sromowce Wyżne, zlikwidowane w 2007.

## Opis
Turystyczne przejście graniczne Sromowce Wyżne-Lysá nad Dunajcom zostało utworzone 6 stycznia 2006 w rejonie znaku granicznego nr II/114/1. Czynne było w godz. 6.00–20.00. Dopuszczony był ruch pieszych, rowerzystów, narciarzy i osób poruszających na wózkach inwalidzkich.
Przejście graniczne małego ruchu granicznego Sromowce Wyżne-Lysá nad Dunajcom, zostało utworzone 6 grudnia 1996. Czynne było w godz. 6.00–20.00 w okresie letnim (kwiecień–wrzesień). Dopuszczone było przekraczanie granicy dla obywateli Polski i Słowacji zamieszkałych w strefie nadgranicznej lub czasowo zameldowanych w tej strefie, dla osób prowadzących gospodarstwa w pasie małego ruchu granicznego i jedynie w pobliżu tych gospodarstw oraz mechanicznych i niemechanicznych środków transportowych do użytku osobistego pod warunkiem ponownego ich wwozu.
W obu przejściach kontrolę graniczną i celną wykonywały organy Straży Granicznej.
21 grudnia 2007 na mocy układu z Schengen przejścia graniczne zostały zlikwidowane.
Do przekraczania granicy państwowej z Republiką Słowacką na szlakach turystycznych uprawnieni byli obywatele następujących państw:

1. Księstwo Andory
2. Republika Austrii
3. Królestwo Belgii
4. Republika Czeska
5. Republika Grecji
6. Królestwo Danii
7. Republika Estonii
8. Republika Finlandii
9. Republika Francuska
10. Królestwo Hiszpanii
11. Królestwo Niderlandów
12. Państwo Izrael
13. Japonia
14. Republika Irlandii
15. Republika Islandii
16. Kanada
17. Księstwo Liechtensteinu
18. Wielkie Księstwo Luksemburga
19. Republika Litewska
20. Republika Łotewska
21. Księstwo Monako
22. Republika Federalna Niemiec
23. Królestwo Norwegii
24. Republika Portugalska
25. San Marino
26. Republika Słowenii
27. Stany Zjednoczone Ameryki Północnej
28. Konfederacja Szwajcarska
29. Królestwo Szwecji
30. Republika Węgierska
31. Zjednoczone Królestwo Wielkiej Brytanii i Irlandii Północnej
32. Watykan
33. Republika Włoska
34. Republika Cypryjska[2]
35. Republika Malty[2].

### Przejście graniczne z Czechosłowacją
W okresie istnienia Czechosłowackiej Republiki Socjalistycznej funkcjonowało w tym miejscu polsko-czechosłowackie przejście graniczne małego ruchu granicznego Sromowce Wyżne-Lysá nad Dunajcom – II kategorii. Zostało utworzone 13 kwietnia 1960. Czynne było po uzgodnieniu umawiających się stron. Dopuszczony był ruch osób i środków transportu w związku z użytkowaniem gruntów. Odprawę graniczną i celną wykonywały organy Wojsk Ochrony Pogranicza. Kontrolę graniczną i celną osób, towarów oraz środków transportu wykonywała Strażnica WOP Czorsztyn.